# Ximena Zamora
Laura Ximena Zamora Moreano (sinh ngày 25 tháng 9 năm 1985 tại Quito) là một người mẫu và chủ nhân cuộc thi sắc đẹp người Ecuador, người đã đăng quang Hoa hậu Ecuador và đại diện cho đất nước của cô tại Hoa hậu Hoàn vũ 2005.

## Hoa hậu Ecuador 2005
Là một sinh viên kiến trúc, Zamora đã đăng quang Hoa hậu Ecuador 2005 vào tháng 3 năm 2005.

## Công tac xa hội
Là Hoa hậu Ecuador, Zamora đã đến thăm trung tâm dành cho trẻ em khuyết tật "Despertar de los Angeles" ở Riobamba. Được mời bởi Thị trưởng, cô đã tham gia vào cuộc diễu hành truyền thống của El Rodeo.
Vào ngày 10 tháng 8 năm 2005, cô đã đến thăm Los Angeles và là một phần của phái đoàn Ecuador đã thấy thị trưởng Los Angeles tuyên bố trong tuần cho Ecuador. Cô đi du lịch đến LA được mời bởi Cộng đồng người Ecuador sống ở Los Angeles.
Cô cũng đã đến thăm các thành phố Cuenca, Tena, Latacunga, Riobamba, Guayaquil, Loja, Macas, Quito, Machala, Manta, Ambato Pujilí, Otavalo, Sto. Domingo, La Libertad, Milagro, Tosagua, Salasacas, Phòng tắm, Misahualli, Puerto Lopez và Isla de la Plata là một phần trong nhiệm vụ của cô với tư cách là Hoa hậu Ecuador.